# Klosterschmiede Hedersleben

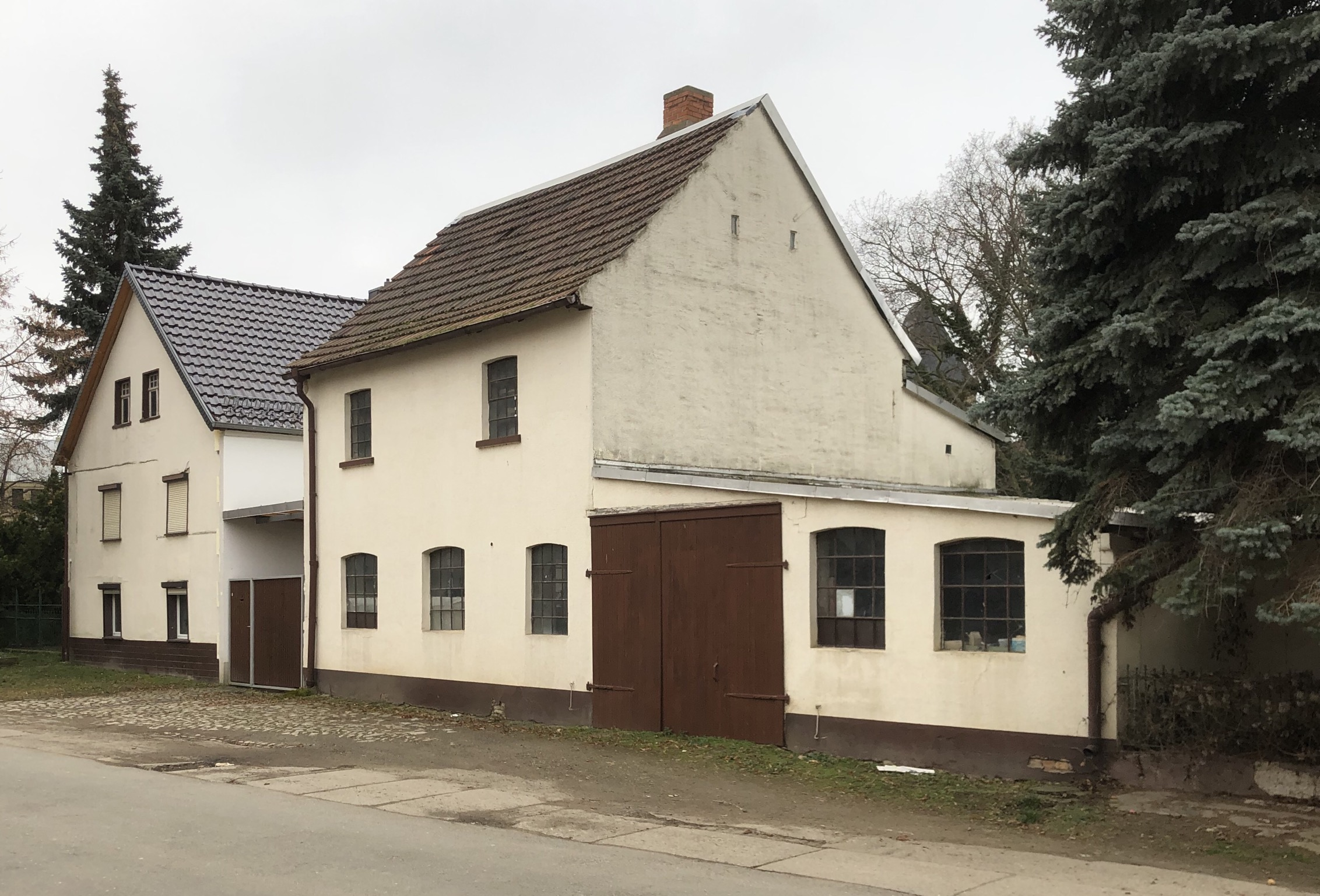
Klosterschmiede Hedersleben, 2020

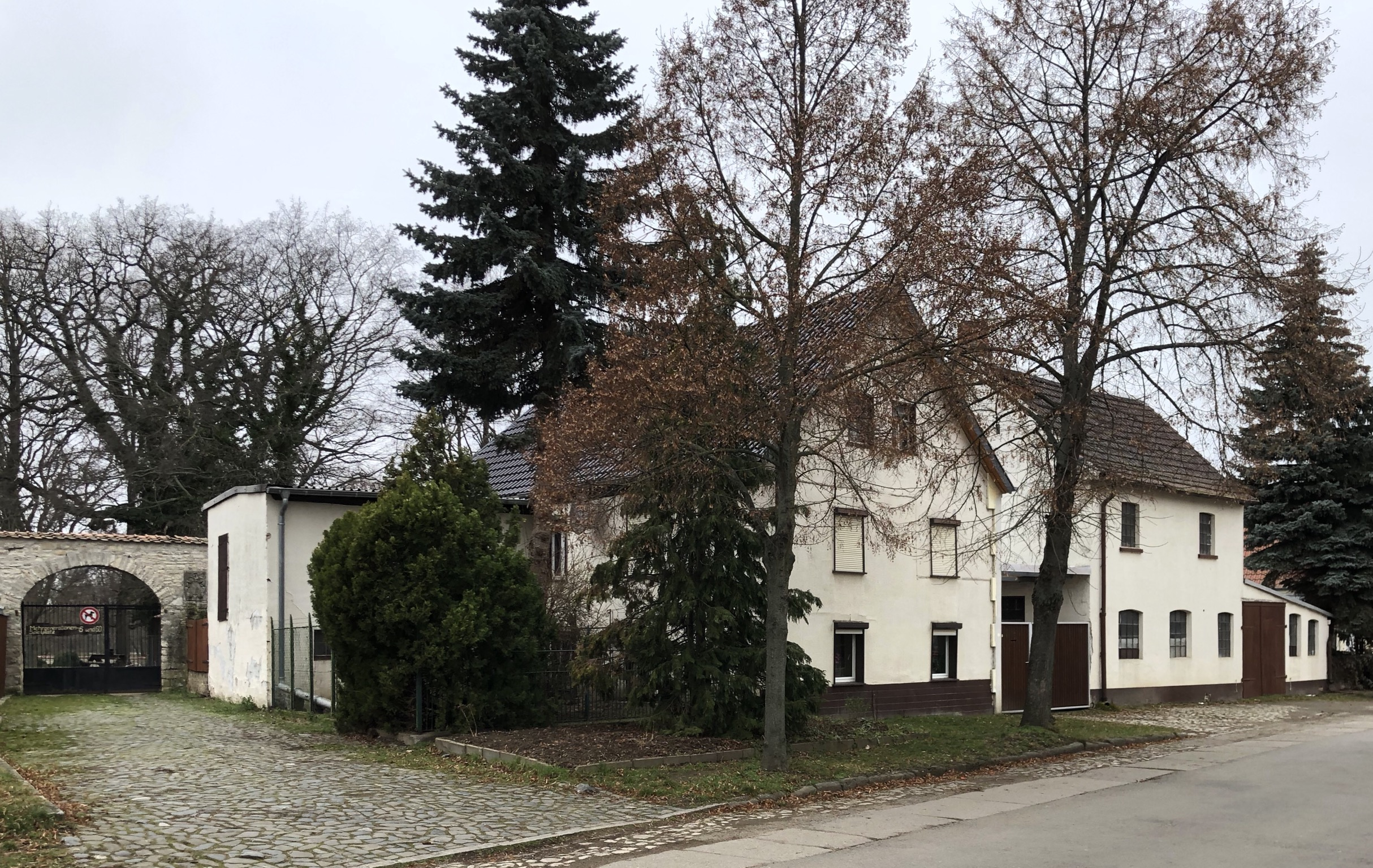
Blick von Südosten

Die Klosterschmiede Hedersleben ist eine denkmalgeschützte Schmiede in Hedersleben in Sachsen-Anhalt.
Sie befindet sich auf der Westseite der Schulstraße an der Adresse Schulstraße 1, nordöstlich des Klosters Hedersleben zu dem die Schmiede ursprünglich gehörte.
Der traufständig an der Straße stehende Werkstattbau wurde in massiver Bauweise errichtet und stammt aus dem 19. Jahrhundert. In der Werkstatt sind Teile des historischen Inventars erhalten (Stand 2007).
Im örtlichen Denkmalverzeichnis ist die Schmiede unter der Erfassungsnummer 094 45477 als Baudenkmal eingetragen.